# Lúcio Calpúrnio Pisão Liciniano

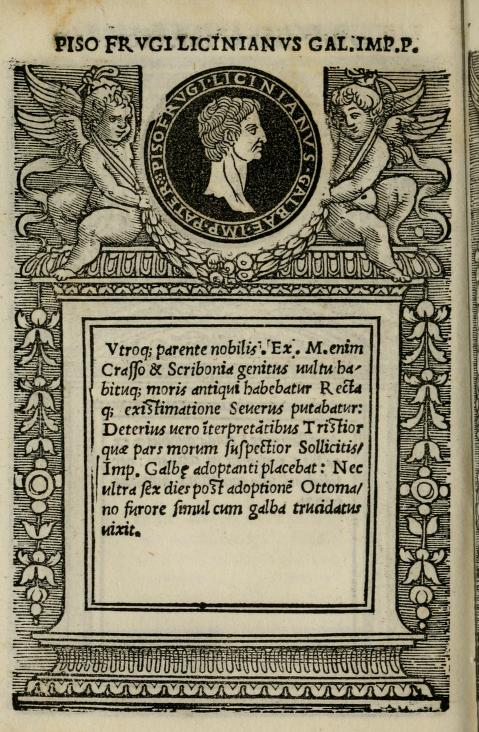
Registro documental da existência de Lúcio Calpúrnio Pisão Liciniano

Lúcio Calpúrnio Pisão Liciniano (em latim: Lucius Calpurnius Piso Licinianus; 38–15 de janeiro de 69) foi um jovem romano, favorito do imperador Galba, e adotado por este como filho. A escolha de Piso como herdeiro de Galba foi um dos motivos da revolta de Otão, que esperava ser adotado por Galba.
Piso foi assassinado com Galba, a mando de Otão.